# Ловенталь, Джером
Джером Ловенталь (англ. Jerome Lowenthal; род. 11 февраля 1932, Филадельфия) — американский пианист и музыкальный педагог.
Учился в Филадельфии у Ольги Самарофф, затем в Джульярдской школе у Уильяма Кэпелла и Эдуарда Штейермана, совершенствовал своё мастерство в Париже под руководством Альфреда Корто. В 1957 г. на Международном конкурсе пианистов имени Бузони разделил второе место с Айвеном Дэвисом вслед за Мартой Аргерих, в том же году удостоен Кранихштайнской музыкальной премии. В 1960—1963 гг. преподавал в Израиле.
Как исполнитель считается, прежде всего, специалистом по произведениям Листа, Чайковского, Бартока.
С 1991 г. профессор Джульярдской школы, заведует в ней кафедрой фортепиано.